# Friedrich von Bülow (homme politique, 1868)
Pour les articles homonymes, voir Bülow (homonymie).
Ne doit pas être confondu avec Friedrich von Bülow (homme politique, 1762).
Friedrich August Otto Karl von Bulow (né le 23 janvier 1868 à Hanovre et mort le 11 juin 1936 à Omechau, Haute-Silésie) est un avocat administratif allemand.

## Biographie
Fils du général de division prussien Albert von Bülow, Friedrich von Bülow étudie le droit à l'université de Göttingen. L'année des trois empereurs, il rejoint le Corps Bremensia Göttingen. Après l'examen d'État et le stage d'avocat, il travaille de 1901 à 1907 comme administrateur de l'arrondissement du duché de Lauenbourg. À ce titre, il dirige également l'Association communale d'État de Lauenbourg (de) dans la province de Schleswig-Holstein.
De 1907 à 1917, il travaille pour le gouvernement de Schleswig et le gouvernement de Königsberg. En 1917, il est nommé président du district de Bromberg (province de Posnanie). Après le traité de Versailles, la région est cédée à la Pologne. En 1919, il occupe également le poste de président du district de Posen.
De 1919 à 1922, il est responsable en tant que commissaire de transition de la gestion de l'administration allemande dans les parties du territoire qui sont cédées à la Pologne. À partir de 1922, il est haut président de la province de Posnanie-Prusse-Occidentale à Schneidemühl. Il y acquit de grands mérites dans la reconstruction économique de la province, gravement endommagée par la délimitation des frontières. En janvier 1933, il prend sa retraite en raison de son âge et est remplacé par l'arrondissement de Meseritz, Hans von Meibom.
Bülow est membre du DVP et sympathisant national-socialiste.